# Liste der Kulturdenkmale in Gersdorf

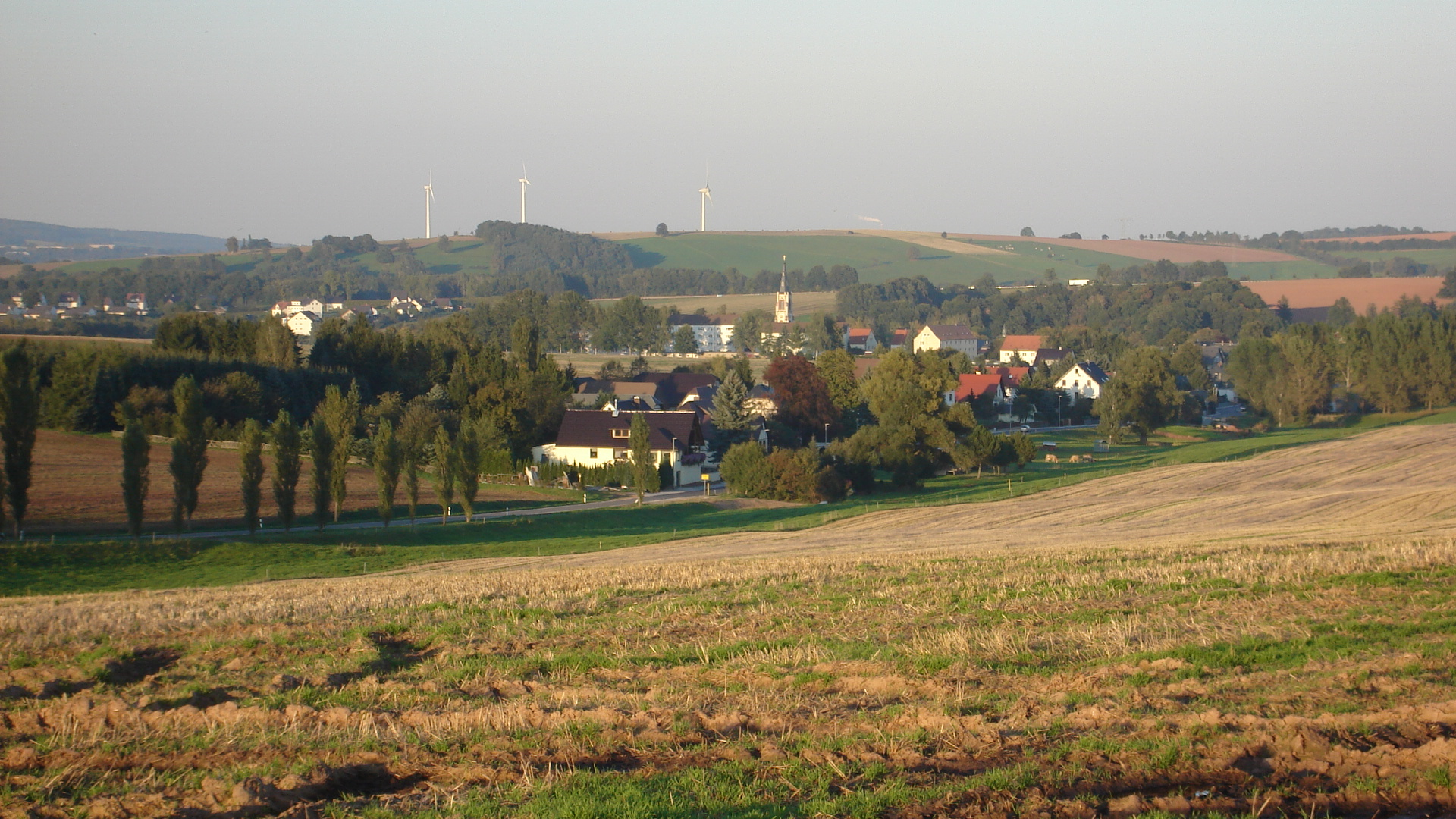
Blick auf eine Teil von Gersdorf

Die Liste der Kulturdenkmale in Gersdorf enthält die Kulturdenkmale in Gersdorf.
Diese Liste ist eine Teilliste der Liste der Kulturdenkmale in Sachsen.

## Legende
- Bild: Bild des Kulturdenkmals, ggf. zusätzlich mit einem Link zu weiteren Fotos des Kulturdenkmals im Medienarchiv Wikimedia Commons. Wenn man auf das Kamerasymbol klickt, können Fotos zu Kulturdenkmalen aus dieser Liste hochgeladen werden:
- Bezeichnung: Denkmalgeschützte Objekte und ggf. Bauwerksname des Kulturdenkmals
- Lage: Straßenname und Hausnummer oder Flurstücknummer des Kulturdenkmals. Die Grundsortierung der Liste erfolgt nach dieser Adresse. Der Link (Karte) führt zu verschiedenen Kartendiensten mit der Position des Kulturdenkmals. Fehlt dieser Link, wurden die Koordinaten noch nicht eingetragen. Sind diese bekannt, können sie über ein Tool mit einer Kartenansicht einfach nachgetragen werden. In dieser Kartenansicht sind Kulturdenkmale ohne Koordinaten mit einem roten bzw. orangen Marker dargestellt und können durch Verschieben auf die richtige Position in der Karte mit Koordinaten versehen werden. Kulturdenkmale ohne Bild sind an einem blauen bzw. roten Marker erkennbar.
- Datierung: Baubeginn, Fertigstellung, Datum der Erstnennung oder grobe zeitliche Einordnung entsprechend des Eintrags in der sächsischen Denkmaldatenbank
- Beschreibung: Kurzcharakteristik des Kulturdenkmals entsprechend des Eintrags in der sächsischen Denkmaldatenbank, ggf. ergänzt durch die dort nur selten veröffentlichten Erfassungstexte oder zusätzliche Informationen
- ID: Vom Landesamt für Denkmalpflege Sachsen vergebene, das Kulturdenkmal eindeutig identifizierende Objekt-Nummer. Der Link führt zum PDF-Denkmaldokument des Landesamtes für Denkmalpflege Sachsen. Bei ehemaligen Kulturdenkmalen können die Objektnummern unbekannt sein und deshalb fehlen bzw. die Links von aus der Datenbank entfernten Objektnummern ins Leere führen. Ein ggf. vorhandenes Icon  führt zu den Angaben des Kulturdenkmals bei Wikidata.

## Gersdorf
| Bild                                    | Bezeichnung | Lage                              | Datierung                  | Beschreibung | ID       |
| --------------------------------------- | --- | --------------------------------- | -------------------------- | --- | -------- |
| Direkt Bild zu diesem Denkmal hochladen | Mietshaus | Friedrich-August-Straße 4 (Karte) | um 1905                    | Baugeschichtlich von Bedeutung, Klinkerbau mit Fachwerkelementen, historisierend. Zweigeschossig, zwei Zwerchgiebel, Fachwerkelemente, Holzbalkon an Obergeschoss mit ausgesägter Holzbrüstung, gelber Klinker. | 09235742 |
| Direkt Bild zu diesem Denkmal hochladen | Mietshaus | Friedrich-August-Straße 6 (Karte) | um 1905                    | Baugeschichtlich von Bedeutung, historisierender Klinkerbau mit Fachwerkelementen. Holzveranda mit Farbglasfenstern, Fachwerkelemente, Klinkermischbauweise, Eckquaderung, Putzflächen. | 09235743 |
| Direkt Bild zu diesem Denkmal hochladen | Sachgesamtheit Alter Friedhof | Hauptstraße 59 (Karte)            | um 1805                    | Ortsgeschichtlich von Bedeutung. Sachgesamtheit: Friedhof mit Resten der Friedhofsmauer und Leichenhalle (alles Sachgesamtheitsteile), Leichenhalle mit Tonnengewölbe. | 09235764 |
| Direkt Bild zu diesem Denkmal hochladen | Pfarrhaus | Hauptstraße 61 (Karte)            | um 1750                    | Baugeschichtlich und ortsgeschichtlich von Bedeutung, mit Fachwerk-Obergeschoss und barockem Stichbogenportal. Fachwerk Obergeschoss verkleidet oder verbrettert, Erdgeschoss massiv, Stichbogenportal, liegender Stuhl, unter Verkleidung wahrscheinlich strebenreiches Fachwerk. | 09235763 |
| Direkt Bild zu diesem Denkmal hochladen | Kirchschule, heute Wohnhaus | Hauptstraße 64 (Karte)            | um 1820                    | Heute Wohnhaus, baugeschichtlich und ortsgeschichtlich von Bedeutung, verkleideter Fachwerkbau, hübsches Türportal. Erdgeschoss massiv, originale Fenstergewände und Türportal, Haustür, Oberlicht mit Schiebefenster, waagrechtes Gebälk über Tür, Fenster teilweise zugebaut, Fachwerk Obergeschoss verkleidet, Krüppelwalmdach. | 09235762 |
| Direkt Bild zu diesem Denkmal hochladen | Seitengebäude eines Dreiseithofes | Hauptstraße 86 (Karte)            | 2. Hälfte 18. Jahrhundert  | Baugeschichtlich von Bedeutung, Fachwerk-Obergeschoss, strebenreiches Fachwerk. Mit Stall im Erdgeschoss, guter Originalbestand, Fachwerk Obergeschoss, strebenreich, Mitteldrehflügelfenster und andere originale Fenster, Satteldach, Tür im Obergeschoss, Erdgeschoss massiv, leicht verändert. | 09235761 |
| Direkt Bild zu diesem Denkmal hochladen | Wohnhaus | Hauptstraße 118 (Karte)           | um 1830                    | Baugeschichtlich von Bedeutung, Obergeschoss Fachwerk Fachwerk Obergeschoss verkleidet, Erdgeschoss massiv, verändert, Teil Fenstergewände erhalten, Krüppelwalmdach, Dachhecht, Proportionen Haus erhalten, Fenster erneuert. | 09235759 |
| Direkt Bild zu diesem Denkmal hochladen | Wohnhaus | Hauptstraße 138 (Karte)           | im Innern bezeichnet 1838  | Baugeschichtlich von Bedeutung, landschaftstypisches Fachwerkwohnhaus in gutem Originalzustand mit ortsbildprägender Bedeutung. Eventuell ehemals Gut, Fachwerk Obergeschoss, Erdgeschoss massiv, Türportal und originaler Tür, Fachwerk im Obergeschoss um 1800, Krüppelwalmdach, schöner Hecht, Giebel verkleidet, Putz und Fenster verändert, trotzdem guter Originalbestand. Vor 2018 abgerissen | 09235757 |
| Direkt Bild zu diesem Denkmal hochladen | Mietshaus | Hauptstraße 168 (Karte)           | um 1890                    | Baugeschichtlich von Bedeutung, historisierend mit Staffelgiebel. Putzfassade, dreigeschossig, sechs Achsen, Gesims, waagrechte Fensterverdachung, originale Fenster teilweise erhalten, Zwerchgiebel, Mittelrisalit, Staffelgiebel. | 09235754 |
| Direkt Bild zu diesem Denkmal hochladen | Wohnstallhaus und Seitengebäude eines ehemaligen Vierseithofes | Hauptstraße 171 (Karte)           | 2. Hälfte 18. Jahrhundert  | Baugeschichtlich und wirtschaftsgeschichtlich von Bedeutung, Fachwerkbauten, Seitengebäude mit seltener Oberlaube. - Wohnhaus: Fachwerk Obergeschoss, Erdgeschoss massiv, Obergeschoss verkleidet, Satteldach, originale Gauben, Erdgeschoss verändert, - Seitengebäude: Fachwerk Obergeschoss, Erdgeschoss massiv, Treppe von außen zum Obergeschoss, Schiebefenster, Krüppelwalm- und Satteldach, Heuaufzug, Erdgeschoss entstellt, - Zweites Seitengebäude: Fachwerk teilweise auch im Erdgeschoss erhalten, Garageneinbau, sechsbogige Oberlaube mit Eselsrückenverzierung, gezapfte Knaggen, Satteldach, Giebel verschiefert, vermutlich 18. Jahrhundert, Laube verbrettert, Erdgeschoss teilweise Lehmstock, eine Traufseite verschiefert, Ein Seitengebäude vor 2010 abgebrochen. | 09235755 |
| Direkt Bild zu diesem Denkmal hochladen | Kirchschule | Hauptstraße 182 (Karte)           | 1834                       | Baugeschichtlich und ortsgeschichtlich von Bedeutung, mit Fachwerk-Obergeschoss, schöne Türportale. Türportal mit Inschrift „NO. 10. G.F. Kirchbach 1834“, Fachwerk, Krüppelwalmdach, Erdgeschoss massiv, Fachwerk verschiefert, originale Fenstergewände, sehr guter Originalzustand. | 09235751 |
| Direkt Bild zu diesem Denkmal hochladen | Denkmal für die Gefallenen des Ersten Weltkrieges | Hauptstraße 182 (vor) (Karte)     | nach 1918 (Kriegerdenkmal) | Ortsgeschichtlich und künstlerisch von Bedeutung. Reste der Anlage, Bronzeplastik ging verloren, Inschrift im Sockel „Ich hatte einen Kameraden“, weiter Bronzetafel mit Widmung der Gemeinde. | 09235750 |
| Weitere Bilder                          | Kirche mit Ausstattung, Bestattungshalle, Wohnhaus des Friedhofswärters, Soldatengräber für die im Zweiten Weltkrieg gefallenen Soldaten und Gedenksteine für die Opfer des Faschismus                      | Hauptstraße 184 (Karte)           | 1865 (Kirche)              | Baugeschichtlich, ortsgeschichtlich, ortsbildprägend, kunstgeschichtlich und künstlerisch von Bedeutung, große Saalkirche im Rundbogenstil des 19. Jahrhunderts nach Plänen des Architekten Carl August Schramm. Einzeldenkmal der Sachgesamtheit Marienkirche und Friedhof Gersdorf (siehe auch Sachgesamtheitsdokument - Obj. 09304720, gleiche Anschrift): Neoromanischer Bau, Baumeister Uhlmann, Grundsteinlegung 8. September 1862, Glockenweihe 8. September 1865, 1917 entfernt aus Kriegsgründen, Orgel von 1869, während des Ersten Weltkrieges Orgelpfeifen eingeschmolzen, seit 1986 Instandsetzung Orgel. | 09235752 |
| Weitere Bilder                          | Sachgesamtheit Marienkirche und Friedhof Gersdorf sowie Friedhofsgestaltung (Gartendenkmal) und Friedhof als Sachgesamtheitsteil                                                                            | Hauptstraße 184 (Karte)           | 1865                       | Baugeschichtlich, ortsgeschichtlich, ortsbildprägend, kunstgeschichtlich und künstlerisch von Bedeutung. Sachgesamtheit mit den Einzeldenkmalen: Kirche mit Ausstattung, Bestattungshalle, Wohnhaus des Friedhofswärters, Soldatengräber für die im Zweiten Weltkrieg gefallenen Soldaten und Gedenksteine für die Opfer des Faschismus (siehe auch Einzeldenkmaldokument - Obj. 09235752, gleiche Anschrift). | 09304720 |
| Weitere Bilder                          | Schule | Hauptstraße 188a; 188b (Karte)    | 1899–1900                  | Baugeschichtlich und ortsgeschichtlich von Bedeutung, Gründerzeitgebäude. Putzfassade, zweiflügliger Bau mit Mittelrisalit, Uhr, Glockenturm, Fenster und Putz verändert, 1879 Grundsteinlegung, Baumeister Hoffmann aus Gersdorf (erste Zentralschule), 1900 erfolgte Erweiterungsbau nach Plänen des Chemnitzer Architekten Delling, ausgeführt von Baumeister Heinig aus Lugau, Schule benannt nach dem SPD-Politiker Erwin Hartsch (1890–1948), erster Kultusminister Sachsens nach dem Zweiten Weltkrieg von 1946 bis 1948. | 09235745 |
| Weitere Bilder                          | Rathaus | Hauptstraße 192 (Karte)           | bezeichnet 1894            | Baugeschichtlich und ortsgeschichtlich von Bedeutung, repräsentatives Gebäude im Stil der Neorenaissance, mit großem Straßengiebel. Repräsentatives Gebäude, Neorenaissancegiebel, Zwerchgiebel, Mittelrisalit, zweigeschossig, sechs Achsen, reich verziertes Türportal mit plastischem Schmuck, Sockel Klinker und Naturstein, Putzfassade, Konsolen im Traufbereich. | 09235747 |
| Direkt Bild zu diesem Denkmal hochladen | Mühlenhof bestehend aus Mühlengebäude, Wohnhaus, zwei Nebengebäuden und Bergkeller | Hauptstraße 193 (Karte)           | Ende 19. Jahrhundert       | Ortsgeschichtlich und ortsbildprägend von Bedeutung, historistisch, markante Lage gegenüber dem Rathaus. Schutzgüter: - Mühlengebäude: Am Mühlgraben (vgl. Katasterplan Gersdorf 1940), - Wohnhaus: Krüppelwalmdach, Mittelrisalit, Fensterverdachungen waagerecht und Dreiecksgiebelchen, - Seitengebäude: Erbaut Ende 19. Jahrhundert oder zeitgleich mit Wohnhaus. | 09235746 |
| Direkt Bild zu diesem Denkmal hochladen | Postamt, heute Wohnhaus | Hauptstraße 194 (Karte)           | um 1890                    | Baugeschichtlich und ortsgeschichtlich von Bedeutung, ortsbildprägende Lage neben dem Rathaus. Putzfassade, Gesims, zweigeschossig, vier Achsen, Mittelrisalit, Satteldach, Zwerchgiebel, erstes Obergeschoss Fensterverdachungen waagrecht und Dreiecksgiebelchen. | 09235748 |
| Direkt Bild zu diesem Denkmal hochladen | Wohnhaus mit Apotheke | Hauptstraße 195 (Karte)           | um 1890                    | Baugeschichtlich und ortsgeschichtlich von Bedeutung, Gründerzeitgebäude. Putzfassade, zweigeschossig, waagrechte Fensterverdachung und Dreiecksgiebelchen, Seitenrisalit, fünf Achsen, Putz erneuert. | 09235749 |
| Direkt Bild zu diesem Denkmal hochladen | Steigerturm | Hauptstraße 196 (Karte)           | 1908                       | Gebaut als Eisen Feuerwehr-Steigerturm mit Dach und Stock von der Fabrik für Eisenkonstruktionen Firma Kellermann & Sohn in Chemnitz, technikgeschichtlich und baugeschichtlich von Bedeutung. Erster Standort im Brauerei-Garten Hauptstraße 180a, zeitlich unbekannt verlagert zum Hang gegenüber dem jetzigen Standort, um 1940 zum jetzigen Standort verlagert. Die Verlagerungen übernahm die Firma Franz, Kesselschmiede in Gersdorf. Das Firmenschild ist am Turm angebracht. Originaler Zustand. | 09306538 |
| Direkt Bild zu diesem Denkmal hochladen | Häusleranwesen | Hauptstraße 331 (Karte)           | bezeichnet 1842            | Baugeschichtlich von Bedeutung, Fachwerkbau, schönes Türportal. Am Türportal datiert, Fenstergewände, Fachwerk Obergeschoss teilweise verschiefert, Krüppelwalmdach, sehr guter Originalzustand, Fenster alle erneuert. | 09235942 |
| Direkt Bild zu diesem Denkmal hochladen | Wohn- und Verwaltungsgebäude mit Einfriedung | Hofer Straße 4 (Karte)            | 1862                       | Qualitätvoller spätklassizistischer Putzbau, von wirtschaftsgeschichtlicher, baugeschichtlicher und ortsgeschichtlicher Bedeutung. Denkmaltext: Laut mündlicher Auskunft 1856 als Wohn- und Verwaltungsgebäude der auf dem gleichen Grundstück befindlichen Strumpffabrik C. G. Hillig erbaut. Nach Abbruch der Fabrik frei im Grundstück stehend. Zweigeschossiger, städtebaulich markant stehender Putzbau mit gut erhaltener Putznutung im Erdgeschoss, verschiedenen Gesimsen, Fensterverdachungen und Friesen. Die Fassade wird durch diese Dekorationen und die regelmäßig angeordneten Rechteckfenster mit Funktions- und Sprossenteilung geprägt. Abgeschlossen wird das Haus durch ein Satteldach. An der Hofgiebelseite schließt ein zweigeschossiger Holzbau an, welcher im Erdgeschoss die Eingangsüberdachung bildet. Im Inneren ging größtenteils die wertvolle Bauausstattung verloren, lediglich einige Art Deco Bleiglasfenster und die Parkettböden verblieben am Ort. Das Haus beeindruckt heute durch seine authentische und baukünstlerisch anspruchsvolle Fassadengestaltung, die in vergleichbarer Qualität heute nur noch vereinzelt anzutreffen ist. Durch seine Kubatur und dominante Straßenlage prägt das Gebäude maßgeblich das Ortsbild. Der Denkmalwert des Hauses ergibt sich somit aus dem baukünstlerischen, baugeschichtlichen und städtebaulichen Wert. (LfD/2012) Schutzgüter: Verwaltungsgebäude/Kontor: Massiv, Mezzaningeschoss, Putznutung im Erdgeschoss, waagrechte Fensterverdachung im Obergeschoss, Putzfassade, Gesimsband deutsches Band, schöne Fassadengliederung an drei Gebäudeseiten, traufseitiger Anbau entstellend, wichtig für Ortsbild, im Inneren sehr guter Originalbestand: einige Stuckdecken, Parkett, alte Wohnungs- und Zimmertüren in guter Qualität, Veranda mit Bleiglasfenster aus den 1920er Jahren, Wohnhaus gehörte zur benachbarten Fabrik, Wohnhaus seit 2007 leer stehend. | 09235898 |
| Direkt Bild zu diesem Denkmal hochladen | Villa mit Einfriedung | Hofgraben 42 (Karte)              | um 1905                    | Baugeschichtlich von Bedeutung, Gründerzeitgebäude, Giebel mit Zierfachwerk. Ursprünglich zu Bauerngut gehörend, Fachwerk Drempel und Fachwerk Zwerchgiebel, Polygonsockel, Putz, Fenster verändert, Farbglasfenster. | 09235734 |
| Direkt Bild zu diesem Denkmal hochladen | Wohnstallhaus, Stallgebäude und Scheune eines Dreiseithofes | Kesselschmiede 5 (Karte)          | um 1800                    | Baugeschichtlich und wirtschaftsgeschichtlich von Bedeutung, Fachwerkbauten, Seitengebäude mit sehr schönen Toren. - Wohnhaus: Fachwerk Obergeschoss verkleidet, Erdgeschoss massiv, zu großes Fenster, - Scheune: Fachwerk, Satteldach, Drempel verbrettert, - Seitengebäude: Stall, Heuboden, Fachwerk Obergeschoss verbrettert, Erdgeschoss massiv mit sehr schönen Toren, Satteldach, Scheune mit Garagenanbauten. | 09235940 |
| Direkt Bild zu diesem Denkmal hochladen | Wohnstallhaus eines Bauernhofes | Kesselschmiede 6 (Karte)          | 1867                       | Baugeschichtlich von Bedeutung, Fachwerkbau, wichtig als Beispiel einer späten Fachwerkkonstruktion in der zweiten Hälfte des 19. Jahrhunderts. Wohnhaus: Vermutlich 1867, Satteldach, Heuaufzug, Fachwerk Obergeschoss, Erdgeschoss massiv, zwei zu große Fenster, wichtig als Beispiel einer späten Fachwerkkonstruktion. | 09235941 |
| Weitere Bilder                          | Sachgesamtheit Plutoschacht: Bergbaugebiet Gersdorf mit Förderturm (Typ Malakow/Malakoff), Maschinenhaus, Kaue und Verwaltungsgebäude des Plutoschachtes (alles Sachgesamtheitsteile, keine Einzeldenkmale) | Plutostraße 30a (Karte)           | 1871/72                    | Plutoschacht wichtiger Schacht des Steinkohlenbauvereins im Lugau-Oelsnitzer Steinkohlenrevier (umfasst Lugau, Oelsnitz, Niederwürschnitz, Hohndorf und Gersdorf), angelegt 1871/72, bis durchgehend 1944 in Betrieb, 1912 Modernisierung der Schachtanlage, in Ziegeln errichtete schlichte Gebäude mit selten erhaltenem Typ eines Malakow-Förderturmes, technikgeschichtlich von Bedeutung, ortsgeschichtlich von Bedeutung. Geschichte: Schächte des Steinkohlenbauvereins - Pluto-Schacht - 14. November 1871: Gründung des Gersdorfer Steinkohlenbergbauvereins - 31. Januar 1872: Abteufen des Pluto-Schachts, 1876 m Teufe erreicht, zwei Flöze (3,9 Meter), problematische Wasserhaltung - 1879: Drittes Flöz erreicht (insgesamt 6,1 m Steinkohle) - 1. September 1879: Bau einer Anschlussbahn vom Bahnhof Oelsnitz, vier Gleise (drei zum Versand, ein Gleis zum Materialtransport) - 1912: Modernisierung der Schachtanlagen: Errichtung der Nassaufbereitung, die erste im Steinkohlenbergbau in Sachsen - 1914–18: Das Unternehmen blieb in den Kriegsjahren unabhängig, anders als die anderen Unternehmen im Lugau-Oelsnitzer Steinkohlenrevier - 1944: Stilllegung wegen Wasserhaltung. - Merkur-Schacht - 31. Januar 1872: Abteufen des Merkur-Schachtes, ebenfalls problematische Wasserhaltung - 1878: Bei 681 m Teufe, Verbindungsstollen zum Pluto-Schacht - 1878: 769 m Teufe. Bauliche Schutzgüter: Förderturm (Typ Malakow/Malakoff), Maschinenhaus, Kaue und Verwaltungsgebäude, Ziegelsteinbauten, letztes Drittel 19. Jahrhundert, modernisiert 1912. | 09235740 |
|                                         | Wohnhaus, war Steigerwohnhaus | Plutostraße 35 (Karte)            | um 1925/1930               | Original erhaltener Putzbau von baugeschichtlichem Wert, ortsgeschichtlich von Interesse als Teil des Pluto- bzw. Merkurschachtes. Quadratischer Grundriss, zweigeschossig, originale Haustür, über dieser Darstellung von Hammer und Schlegel, Zeltdach, Sanierung nach 1990 nicht denkmalgerecht – wesentliche Gestaltungselemente sind jedoch erhalten. | 09300243 |
| Direkt Bild zu diesem Denkmal hochladen | Villa | Stollberger Straße 13 (Karte)     | um 1925                    | Zeittypischer Putzbau in gutem Originalzustand, künstlerischer, baugeschichtlicher und ortsgeschichtlicher Wert. Zweigeschossig, Eingang zurückversetzt mit Bögen, Sockel Naturstein, Straßenfassade in Mitte zurückspringend, im Erdgeschoss ovaler Vorbau, darüber Loggia, zwei Ziergitter vor Fenstern, Fenster mit aufwendiger Sprossenteilung, guter Originalzustand im Innern und außen, künstlerischer, baugeschichtlicher und ortsgeschichtlicher Wert. Streichung Gartendenkmal 2015 | 09235839 |
| Direkt Bild zu diesem Denkmal hochladen | Sachgesamtheit Arbeiterwohnhäuser der Strumpffabrik ELBEO | Weststraße 9; 11; 13 (Karte)      | um 1930                    | Zeittypische Putzbauten zwischen Heimatstil und Moderne, von sozialgeschichtlichem Wert als Arbeiterwohnhäuser der ehemaligen Strumpffabrik ELBEO. Sachgesamtheit Wohnanlage, bestehend aus drei Mehrfamilienhäusern (alles Sachgesamtheitsteile, keine Einzeldenkmale): Zweigeschossige Putzbauten in gutem Originalzustand: Zur Fabrik gehörend, Putzfassade, Klinkersockel sowie Fenster- und Türeinfassung aus geflammten Klinkern, Architekt vermutlich Friedrich Wagner-Poltrock, Chemnitz. | 09235738 |
| Direkt Bild zu diesem Denkmal hochladen | Reste eines Fabrikgebäudes | Weststraße 14 (Karte)             | 1926–1927                  | Ehemals großer Bau mit vier Flügeln um einen Innenhof einer Strumpffabrik mit halbrundem Anbau im Innenhof, heute um die Hälfte reduziertes Gebäude, Klinkerfassade, als eines der letzten Zeugnisse der Strumpfherstellung in Gersdorf von wirtschaftsgeschichtlicher und ortsgeschichtlicher Bedeutung. Schutzgüter: Produktionsgebäude: Klinkerfassade, halbrunder Vorbau, ehemals vierflügelige Anlage, geflammte Klinker („Buca-Klinker“, aus Buchwäldchen bei Cabel, Niederlausitz), guter Originalzustand mit geringfügigen Eingriffen, auch „Alte Zwirnerei“ genannt, heute zum Altenheim umgebaut. | 09235735 |